# Copa Popular 2014
Die Copa Popular 2014 war die 43. Auflage des Torneo de Copa de Costa Rica, des nationalen Pokalwettbewerbes Costa Ricas. Sie wurde vom Ligaverband UNAFUT im Auftrag der FEDEFUTBOL (costa-ricanischer Fußballverband) organisiert. Teilnehmer waren sowohl Vereine der Liga de Fútbol de Primera División (FPD), als auch der Liga de Ascenso-Segunda División. Cartago konnte zum insgesamt vierten Mal den Pokalwettbewerb gewinnen, nach über 40 Jahren ohne jeglichen nationalen Titelgewinn.

## Teilnehmer
Für die Copa Popular qualifizierten sich bis auf den Absteiger alle Vereine der Liga de Fútbol de Primera División 2013/14 sowie fünf Mannschaften der zweitklassigen Liga de Ascenso-Segunda División 2013/14. Dies waren der Meister und Aufsteiger, sowie die besten Klubs der geografischen Zonen Nord, Pazifik, Guanacaste und Karibik.
| Startplatz                        | Verein                       | Herkunft (Ort, Provinz)     | Meistertitel | Pokalsiege |
| --------------------------------- | ---------------------------- | --------------------------- | ------------ | ---------- |
| 01. Gesamttabelle FPD 2013/14     | CS Herediano                 | Heredia, Heredia            | 23           | 10         |
| 02. Gesamttabelle FPD 2013/14     | LD Alajuelense               | Alajuela, Alajuela          | 28           | 9          |
| 03. Gesamttabelle FPD 2013/14     | CD Saprissa                  | San Juan de Tibás, San José | 29           | 6          |
| 04. Gesamttabelle FPD 2013/14     | CF Universidad de Costa Rica | Montes de Oca, San José     | 1            | 1          |
| 05. Gesamttabelle FPD 2013/14     | AD Carmelita                 | Alajuela, Alajuela          | 1            | 0          |
| 06. Gesamttabelle FPD 2013/14     | CS Cartaginés                | Cartago, Cartago            | 3            | 3          |
| 07. Gesamttabelle FPD 2013/14     | CS Uruguay de Coronado       | Coronado, San José          | 1            | 0          |
| 08. Gesamttabelle FPD 2013/14     | AD Santos de Guápiles        | Pococí, Limón               | 0            | 0          |
| 09. Gesamttabelle FPD 2013/14     | AD Municipal Pérez Zeledón   | Pérez Zeledón, San José     | 0            | 0          |
| 10. Gesamttabelle FPD 2013/14     | Belén-Bridgestone FC         | Belén, Heredia              | 0            | 1          |
| 11. Gesamttabelle FPD 2013/14     | Limón FC                     | Puerto Limón, Limón         | 0            | 0          |
| Meister/Aufsteiger LIASCE 2013/14 | AS Puma Generaleña           | Pérez Zeledón, San José     | 0            | 0          |
| LIASCE (Bester Zone Guanacaste)   | AD Guanacasteca              | Nicoya, Guanacaste          | 0            | 0          |
| LIASCE (Bester Zone Karibik)      | AD Cariari Pococí            | Pococí, Limón               | 0            | 0          |
| LIASCE (Bester Zone Pazifik)      | Jacó Rays FC                 | Jacó, Puntarenas            | 0            | 0          |
| LIASCE (Bester Zone Nord)         | AD San Carlos                | San Carlos, Alajuela        | 0            | 0          |

## Austragungsmodus
Zunächst wurden die sechzehn Teilnehmenden Vereine nach geografischen Gesichtspunkten in vier Gruppen unterteilt, mit jeweils drei Erstligisten und einem Zweitligisten pro Gruppe. Jede Mannschaft bestreitet in der Gruppenphase drei Spiele, wobei alle Teams lediglich einmal aufeinandertreffen. Es wurde ausgelost, welche Klubs zwei und welche nur ein Heimspiel haben.
Die vier Gruppensieger spielten anschließend im Halbfinale in Hin- und Rückspiel um die Finalteilnahme.
Das Finale wurde in einem einzigen Spiel von beiden Halbfinalsiegern bestritten, der Gewinner dieser Begegnung wurde 43. costa-ricanischer Pokalsieger.

## Finanzierung
Das Turnier wurde vor allem vom Hauptsponsor Banco Popular und vom Nebensponsor Kölbi finanziert. Zusätzlich wurde der Ticketverkauf zentral vom Ligaverband UNAFUT durchgeführt und die Erlöse flossen in denselben Topf. Außerdem stellt die UNAFUT Teile ihres Jahresetats bereit.
Aus den Einnahmen aus Sponsoring und Ticketverkauf wurden die Logistik (Anmietung der Stadion, Transport etc.), sowie die Preisgelder finanziert.

### Preisgelder
Die Prämien für die Teilnahme an der Gruppenrunde, des Finales bzw. der Gewinn der Copa Popular 2014 waren die folgenden:
- Pokalsieger: ₡5.000.000
- Finalist: ₡2.500.000
- Teilnahme: ₡1.500.000

## Endstand

### Gruppenrunde

#### Gruppe A
| Pl. | Verein                | Sp. | S | U | N | Tore    | Diff. | Punkte |
| --- | --------------------- | --- | - | - | - | ------- | ----- | ------ |
| 1.  | CD Saprissa           | 3   | 3 | 0 | 0 | 015:400 | +11   | 09     |
| 2.  | AD Santos de Guápiles | 3   | 1 | 0 | 2 | 004:600 | −2    | 03     |
| 2.  | Limón FC              | 3   | 1 | 0 | 2 | 004:600 | −2    | 03     |
| 4.  | AD Cariari Pococí     | 3   | 1 | 0 | 2 | 003:100 | −7    | 03     |

| 12.07.2014, 20:00 Uhr |           |                       |                                    |
| AD Cariari Pococí     | 0:7 (0:5) | CD Saprissa           | Estadio Ebal Rodríguez Aguilar     |
| 14.07.2014, 19:00 Uhr |           |                       |                                    |
| AD Santos de Guápiles | 1:0 (1:0) | Limón FC              | Estadio Ebal Rodríguez Aguilar     |
| 19.07.2014, 14:00 Uhr |           |                       |                                    |
| Limón FC              | 2:1 (1:1) | AD Cariari Pococí     | Estadio Juan Gobán Quirós          |
| 23.07.2014, 20:00 Uhr |           |                       |                                    |
| CD Saprissa           | 4:2 (1:0) | AD Santos de Guápiles | CDI José Joaquín "Colleya" Fonseca |
| 26.07.2014, 19:00 Uhr |           |                       |                                    |
| AD Santos de Guápiles | 1:2 (1:0) | AD Cariari Pococí     | Estadio Ebal Rodríguez Aguilar     |
| 27.07.2014, 16:00 Uhr |           |                       |                                    |
| Limón FC              | 2:4 (0:0) | CD Saprissa           | Estadio Juan Gobán Quirós          |

#### Gruppe B
| Pl. | Verein                       | Sp. | S | U | N | Tore    | Diff. | Punkte |
| --- | ---------------------------- | --- | - | - | - | ------- | ----- | ------ |
| 1.  | LD Alajuelense               | 3   | 2 | 0 | 1 | 005:200 | +3    | 06     |
| 2.  | AD Carmelita                 | 3   | 2 | 0 | 1 | 004:200 | +2    | 06     |
| 3.  | CF Universidad de Costa Rica | 3   | 1 | 0 | 2 | 005:300 | +2    | 03     |
| 4.  | AD Guanacasteca              | 3   | 1 | 0 | 2 | 001:800 | −7    | 03     |

| 12.07.2014, 11:00 Uhr        |           |                              |                                    |
| CF Universidad de Costa Rica | 0:2 (0:0) | AD Carmelita                 | Estadio Ecológico                  |
| 16.07.2014, 20:00 Uhr        |           |                              |                                    |
| AD Guanacasteca              | 0:3 (0:0) | LD Alajuelense               | Estadio Edgardo Baltodano Briceño  |
| 20.07.2014, 15:00 Uhr        |           |                              |                                    |
| AD Guanacasteca              | 1:0 (0:0) | AD Carmelita                 | Estadio Chorotega                  |
| 23.07.2014, 20:00 Uhr        |           |                              |                                    |
| LD Alajuelense               | 1:0 (0:0) | CF Universidad de Costa Rica | Estadio Alejandro Morera Soto      |
| 27.07.2014, 11:00 Uhr        |           |                              |                                    |
| CF Universidad de Costa Rica | 5:0 (4:0) | AD Guanacasteca              | CDI José Joaquín "Colleya" Fonseca |
| 27.07.2014, 18:00 Uhr        |           |                              |                                    |
| AD Carmelita                 | 2:1 (2:0) | LD Alajuelense               | Estadio Alejandro Morera Soto      |

#### Gruppe C
| Pl. | Verein                     | Sp. | S | U | N | Tore    | Diff. | Punkte |
| --- | -------------------------- | --- | - | - | - | ------- | ----- | ------ |
| 1.  | CS Cartaginés              | 3   | 2 | 1 | 0 | 007:400 | +3    | 07     |
| 2.  | AD Municipal Pérez Zeledón | 3   | 1 | 1 | 1 | 004:400 | ±0    | 04     |
| 3.  | AS Puma Generaleña         | 3   | 0 | 3 | 0 | 004:400 | ±0    | 03     |
| 4.  | Jacó Rays FC               | 3   | 0 | 1 | 2 | 002:500 | −3    | 01     |

| 12.07.2014, 19:00 Uhr      |           |                            |                                             |
| Jacó Rays FC               | 1:1 (0:1) | AS Puma Generaleña         | Estadio Municipal Garabito                  |
| 12.07.2014, 19:00 Uhr      |           |                            |                                             |
| CS Cartaginés              | 3:1 (3:0) | AD Municipal Pérez Zeledón | Estadio José Rafael "Fello" Meza Ivancovich |
| 19.07.2014, 19:00 Uhr      |           |                            |                                             |
| Jacó Rays FC               | 1:2 (0:0) | CS Cartaginés              | Estadio Municipal Garabito                  |
| 20.07.2014, 11:00 Uhr      |           |                            |                                             |
| AS Puma Generaleña         | 1:1 (1:1) | AD Municipal Pérez Zeledón | Estadio Municipal Otto Ureña                |
| 27.07.2014, 11:00 Uhr      |           |                            |                                             |
| AD Municipal Pérez Zeledón | 2:0 (2:0) | Jacó Rays FC               | Estadio Municipal Otto Ureña                |
| 27.07.2014, 11:00 Uhr      |           |                            |                                             |
| CS Cartaginés              | 2:2 (1:1) | AS Puma Generaleña         | Estadio José Rafael "Fello" Meza Ivancovich |

#### Gruppe D
| Pl. | Verein                 | Sp. | S | U | N | Tore    | Diff. | Punkte |
| --- | ---------------------- | --- | - | - | - | ------- | ----- | ------ |
| 1.  | CS Herediano           | 3   | 3 | 0 | 0 | 006:100 | +5    | 09     |
| 2.  | AD San Carlos          | 3   | 1 | 1 | 1 | 003:300 | ±0    | 04     |
| 2.  | Belén-Bridgestone FC   | 3   | 1 | 0 | 2 | 002:400 | −2    | 03     |
| 4.  | CS Uruguay de Coronado | 3   | 0 | 1 | 2 | 002:500 | −3    | 01     |

| 12.07.2014, 16:00 Uhr  |           |                        |                                |
| Belén-Bridgestone FC   | 1:0 (1:0) | CS Uruguay de Coronado | Estadio Eladio Rosabal Cordero |
| 16.07.2014, 20:00 Uhr  |           |                        |                                |
| AD San Carlos          | 0:1 (0:0) | CS Herediano           | Estadio Carlos Ugalda Álvarez  |
| 19.07.2014, 16:00 Uhr  |           |                        |                                |
| Belén-Bridgestone FC   | 1:2 (0:0) | AD San Carlos          | Estadio Eladio Rosabal Cordero |
| 20.07.2014, 15:00 Uhr  |           |                        |                                |
| CS Uruguay de Coronado | 1:3 (1:1) | CS Herediano           | Estadio Municipal El Labrador  |
| 27.07.2014, 11:00 Uhr  |           |                        |                                |
| CS Herediano           | 2:0 (1:0) | Belén-Bridgestone FC   | Estadio Eladio Rosabal Cordero |
| 27.07.2014, 11:00 Uhr  |           |                        |                                |
| CS Uruguay de Coronado | 1:1 (0:1) | AD San Carlos          | Estadio Municipal El Labrador  |

### Finalrunde
|  | Halbfinale | Halbfinale     | Halbfinale | Halbfinale | Halbfinale |  |  | Finale | Finale        | Finale | Finale | Finale |
|  |            |                |            |            |            |  |  |        |               |        |        |        |
|  |            |                |            |            |            |  |  |        |               |        |        |        |
|  | A          | CD Saprissa    | 1          | 1          | 2(6)       |  |  |        |               |        |        |        |
|  | D          | CS Herediano   | 1          | 1          | 2(5)       |  |  |        |               |        |        |        |
|  |            |                |            |            |            |  |  | HF1    | CD Saprissa   | /      | /      | 2      |
|  |            |                |            |            |            |  |  | HF2    | CS Cartaginés | /      | /      | 3      |
|  | B          | LD Alajuelense | 1          | 1          | 2          |  |  |        |               |        |        |        |
|  | C          | CS Cartaginés  | 2          | 2          | 4          |  |  |        |               |        |        |        |
|  |            |                |            |            |            |  |  |        |               |        |        |        |

#### Halbfinale
Halbfinale 1:
| Datum                 |              | Ergebnis             |              | Ort                            |
| --------------------- | ------------ | -------------------- | ------------ | ------------------------------ |
| 31.07.2014, 20:00 Uhr | CS Herediano | 1:1 (0:1)            | CD Saprissa  | Estadio Eladio Rosabal Cordero |
| 03.08.2014, 11:00 Uhr | CD Saprissa  | 1:1 n. V. (1:1, 1:1) | CS Herediano | Estadio Nacional               |
| Gesamt:               | CS Herediano | 2:2 (6:5 i. E.)      | CD Saprissa  |                                |

Halbfinale 2:
| Datum                 |                | Ergebnis  |                | Ort                                         |
| --------------------- | -------------- | --------- | -------------- | ------------------------------------------- |
| 30.07.2014, 20:00 Uhr | LD Alajuelense | 1:2 (1:1) | CS Cartaginés  | Estadio Alejandro Morera Soto               |
| 03.08.2014, 16:00 Uhr | CS Cartaginés  | 2:1 (0:1) | LD Alajuelense | Estadio José Rafael "Fello" Meza Ivancovich |
| Gesamt:               | LD Alajuelense | 2:4       | CS Cartaginés  |                                             |

#### Finale
| Datum                 |             | Ergebnis  |               | Ort              |
| --------------------- | ----------- | --------- | ------------- | ---------------- |
| 10.08.2014, 11:00 Uhr | CD Saprissa | 2:3 (2:1) | CS Cartaginés | Estadio Nacional |